# Joan Tarré i Sans
Joan Tarré i Sans (Canet de Mar, 1882 - Neuilly-sur-Seine (París), 1969) fou un prevere, historiador i liturgista català.
Estudià al seminari de Girona, i el 1916 s'ordenà a Barcelona. Després d'haver exercit com a capellà a Cornellà i a Barcelona, el 1918 s'instal·là a París, on es formà com a historiador en els establiments més prestigiosos: la Facultat de dret, on seguí cursos de dret canònic; l'École pratique des hautes études, en què s'especialitzà en l'època carolíngia; o l'École des Chartes. El 1927 hi defengué una tesi sobre les fonts de la legislació eclesiàstica a la província Tarraconense. Retornat a Catalunya, el 1935 continuà la tasca de Francesc Martorell i Trabal en el buidat per a la Catalunya Carolíngia; arran de l'esclat de la guerra civil, s'establí definitivament a París.
Membre de la Société d'Histoire du Droit i de la Société Nationale des Antiquaires de France, fou capellà i bibliotecari de l'Institut Catholique, on se'l coneixia com a l'abbé Jean Tarré. Amic, entre d'altres, de Pierre Vilar (amb qui coincidí en el consistori dels Jocs Florals de 1965), era conegut de la colònia catalana parisenca per la seva generositat. Republicà i catalanista, conservà les seves conviccions fins a la seva mort.
El seu fons es conserva a la Biblioteca de Catalunya.

## Obres
- "Les sources de la législation ecclésiastique dans la province tarraconaise depuis les origines jusqu'à Gratien", Positions de thèses de l'École des chartes, Paris, 1927
- L'Action française. Su historia, sus errores, sus engaños y sus rebeliones. Barcelona, 1928
- "Sur les origines arlésiennes de la collection canonique, dite Hispana", Mélanges Fournier, Paris: Sirey, 1929
- Els problemes autonomistes i l'església catòlica. Barcelona, 1931
- "Un Comunisme teòrica de la propietat en el dret eclesiàstic clàssic", Miscel·lània Patxot, Barcelona, 1931
- "L'Evolució històrica de les delimitacions de les diòcesis del Principat de Catalunya", Butlletí de la Societat Catalana d'Estudis Històrics 3-4 (1954-1955)
- "L'influence des écoles dans la transmission des canons médiévaux", Études d'histoire du droit canonique dédiées à Gabriel Le Bras, Paris: Sirey, 1965